# Ophion capitatus
Ophion capitatus là một loài tò vò trong họ Ichneumonidae.